# Yui Mitsue
 (décembre 2016).
Yui Mitsue (由比 光衛, Yuhi Mitsue), né le 27 novembre 1860 à Shikoku et mort le 18 septembre 1940 au Japon, est un commandant dans l'armée impériale japonaise.

## Biographie
Mitsue est né dans un domaine de Tosa sur l'île de Shikoku (aujourd'hui préfecture de Kochi). En 1882, Mitsue est diplômé de la 5e classe de l'Académie impériale de l'armée japonaise et en 1891, de la 7e classe de l'École militaire impériale du Japon. Après l'obtention du diplôme, il est affecté à des postes de personnel au sein du quartier général impérial.
Mitsue sert comme agent de personnel au cours de la guerre sino-japonaise (1894-1895) et durant la révolte des Boxers, Mitsue devient officier. Il est envoyé comme attaché militaire en Grande-Bretagne de 1895 à 1899. À son retour au Japon, il devient chef d'état-major de lde la 5e Division.
Au début de la guerre russo-japonaise, Mitsue est colonel et est affecté à l'armée japonaise en tant que deuxième vice-chef d'état-major du général Yasukata Oku. Il se distingue à la bataille de Mukden en tant que chef d'état-major de la 8e division.
Ên 1907, Mitsue est promu major-général, il continue à servir sous les ordres du général Yasukata Oku, jusqu'à sa promotion en 1914 au grade de lieutenant général et de sa promotion au commandant de École militaire impériale du Japon. Il reste à ce poste durant la Première Guerre mondiale.
Mitsue est ensuite nommé commandant de la 15e Division et en 1918, il devient le chef d'état-major de l'armée expéditionnaire en Sibérie, durant l'Intervention en Sibérie.
De 1919 à 1922, Mitsue devient commandant de la garnison japonaise de Tsingtao.
Il démissionne du service actif en 1923.
Mitsue décède en 1940.